# Callisphecia
Callisphecia is een geslacht van vlinders uit de familie wespvlinders (Sesiidae), onderfamilie Sesiinae.
Callisphecia is voor het eerst wetenschappelijk beschreven door Le Cerf in 1916. De typesoort is Callisphecia oberthueri.

## Soorten
Callisphecia omvat de volgende soorten:
- Callisphecia bicincta Le Cerf, 1916
- Callisphecia oberthueri Le Cerf, 1916